# Transitiv relation

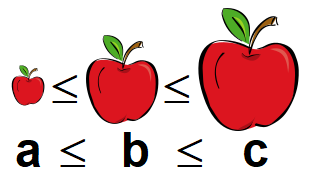
Mindre-än eller lika-med är ett exempel på en relation som är transitiv.

En transitiv relation i matematiken är en binär relation R för en mängd X för vilken det alltid gäller att om "a är relaterad till b" och "b är relaterad till c", så gäller även att "a är relaterad till c". Med matematisk notation gäller alltså:
{\displaystyle \forall a,b,c\in X,\ aRb\land bRc\;\Rightarrow aRc}
Exempelvis är relationen "(hel)syskon till" transitiv, men inte relationen "halvsyskon till". Ett matematiskt exempel är relationen "mindre än". Om a är mindre än b och b är mindre än c så är a mindre än c.
Motsatsen är en intransitiv relation.